# Jemal Johnson
Jemal Pierre Johnson (Paterson, 3 maggio 1985) è un ex calciatore statunitense, di ruolo attaccante.

## Palmarès

### Club

#### Competizioni nazionali
- Campionato inglese di quarta divisione: 1

Milton Keynes Dons: 2007-2008
- Football League Trophy: 1

Milton Keynes Dons: 2007-2008
- Campionato NASL: 1

N.Y. Cosmos: 2013